# The WORLD/Alumina
'Тhe WORLD/Alumina' — девятый сингл японской группы Nightmare, выпущенный под новым лейблом VAP 18 октября 2006 года.
Сингл вышел в трёх изданиях: издание А имеет только CD, издание В включает в себя помимо CD ещё и DVD с клипами на песни — «Тhe WORLD» и «Alumina», и издание С которое помимо CD и DVD имеет фотокарточки в случайном выборе одного из участников группы.
Песни были использованы в качестве открывающей и заканчивающей темы в аниме-сериале — «Тетрадь смерти», благодаря чему группа стала очень популярна не только в Японии, но и по всему миру.

## Позиция в чартах
Песня заняла #5 позицию в чарте Oricon, продержалась в чарте 19 недель.

## Список композиций

### Издание («А»)
- «Тhe WORLD» — Слова и музыка — Рука
- «Alumina» — Слова и музыка — Сакито

### DVD (из издания «В»)
- «Тhe WORLD» (клип)
- «Alumina» (клип)